# Baijum
Baijum (officieel, Fries: Baaium) is een dorp in de gemeente Waadhoeke, in de Nederlandse provincie Friesland. Baijum ligt tussen Winsum en Dronrijp, ten zuiden van de spoorlijn Leeuwarden-Harlingen aan de Baijumeropvaart. In 2023 had het dorp 110 inwoners.

## Geschiedenis
Baijum is een terpdorp. Hoe oud de plaats is is niet bekend. In 1186 werd er een klooster gesticht, een priorij van de Norbertinessen genaamd St. Michaelsbergs / Monnikebajum. Het klooster werd tijdens de Nederlandse Opstand in de 16e eeuw verwoest.
De naam van het dorp werd vanaf de 13e eeuw gespeld als Baym en Bayum. De plaatsnaam zou mogelijk verwijzen naar de woonplaats van de familie Badinga.
Voor de gemeentelijke herindeling van 1984 lag Baaium aan de rand van de voormalige gemeente Hennaarderadeel. Tussen 1984 en 2018 lag de plaats in de voormalige gemeente Littenseradeel.

## Kerk
In het dorp stond lang een middeleeuwse kerk. Deze kerk werd vanaf 1865 vervangen door een nieuwe kerk, de huidige Kerk van Baijum, een PKN-kerk.

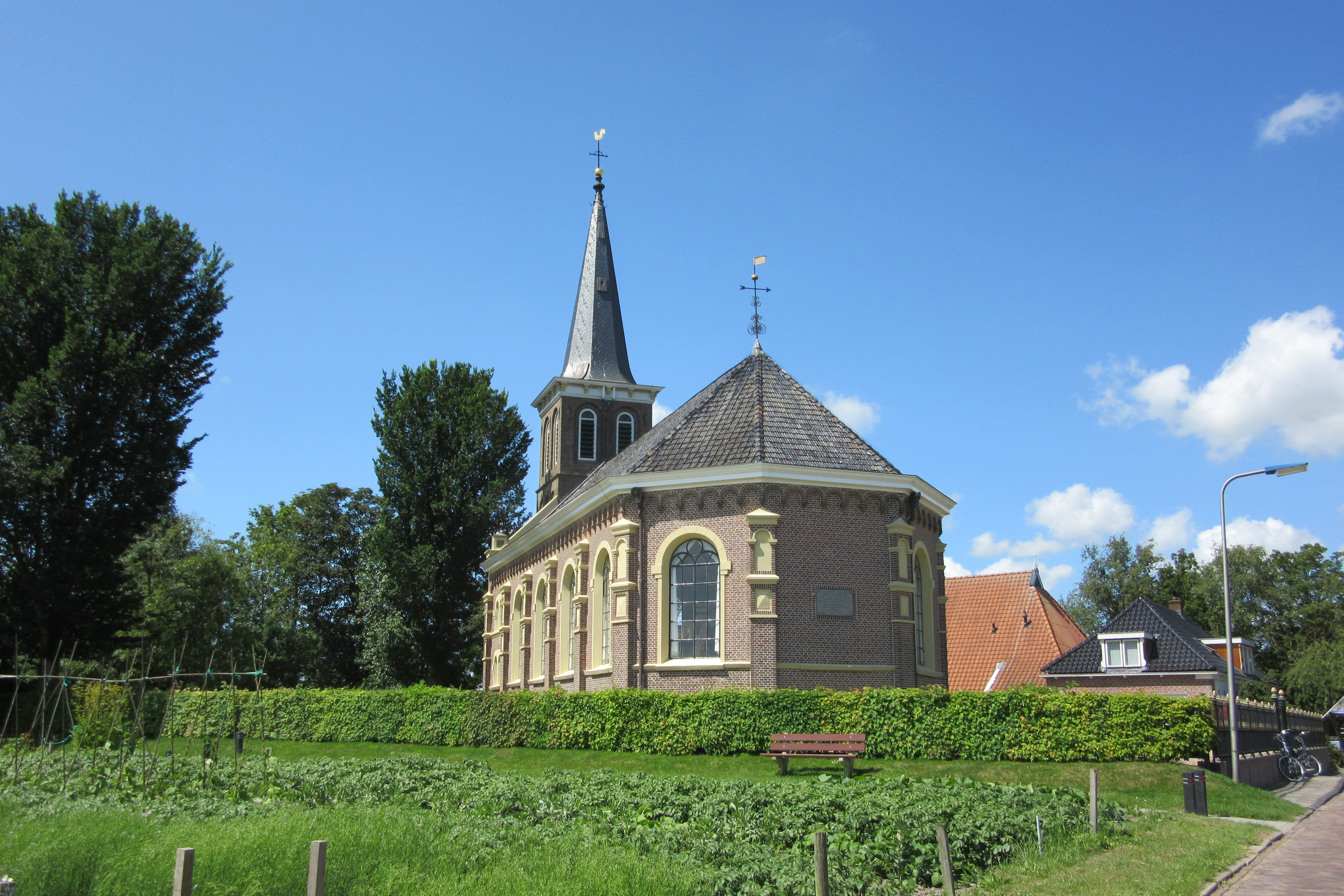
Kerk van Baijum

## Molen

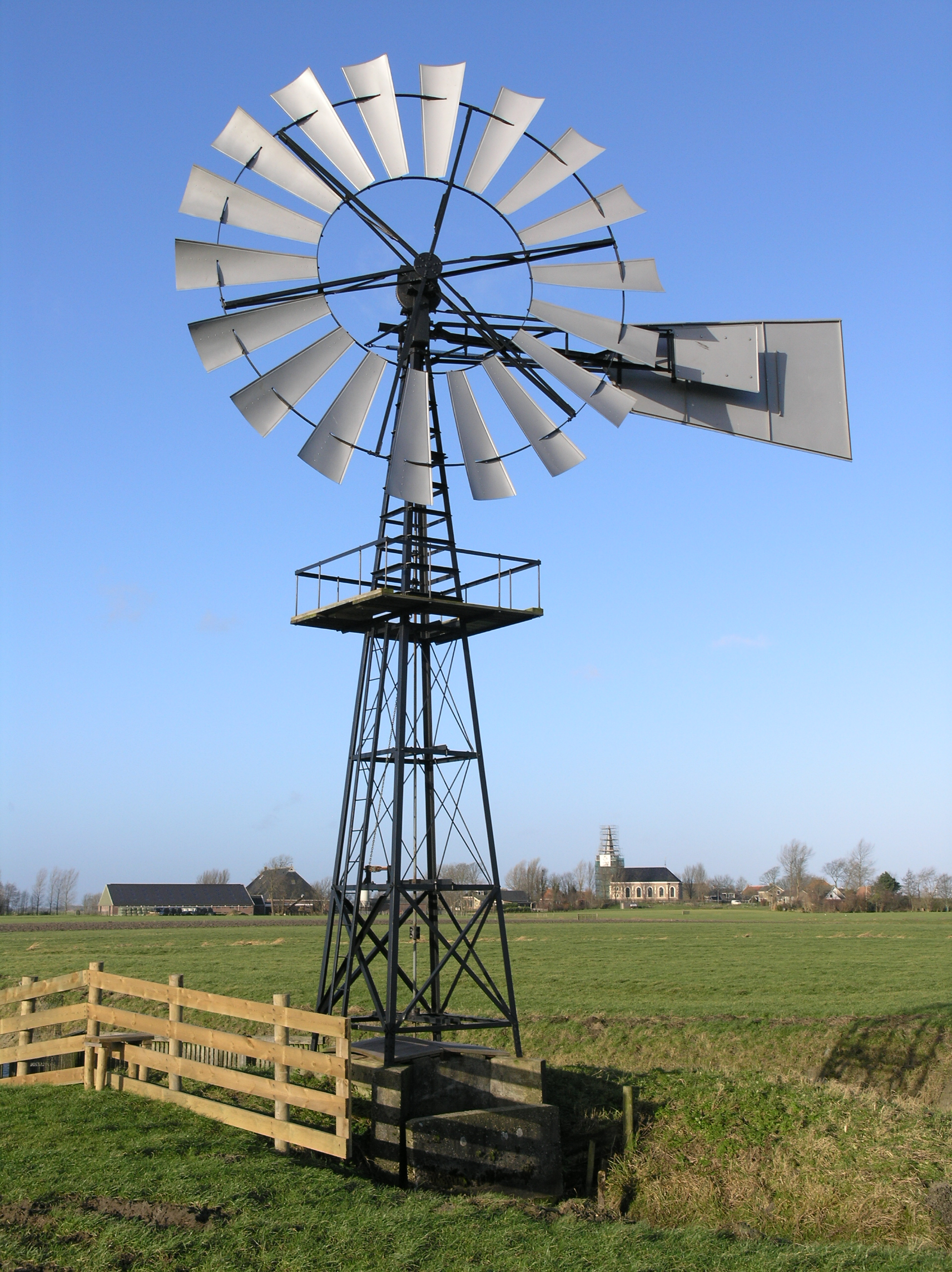
Windmoter Baijum

Ten zuidoosten van het dorp staat de windmotor Baijum, een rond 1935 gebouwde poldermolen die is aangewezen als rijksmonument.
Deze ijzeren “Amerikaanse” windmolen is gemaakt door Jozef J. Mous. 
De molen is een van de weinige overgebleven windmotoren die werden ontworpen en gefabriceerd door de firma Mous uit Balk.

## Cultuur
Hoewel het dorp niet groot is is er jaarlijks aan het einde van de zomer een groot dorpsfeest. Het dorpsfeest heet Baas Haye en is vernoemd naar de 19e-eeuwse dorpstimmerman 'Baas' Haye Jansen. Deze had ter nagedachtenis aan zijn vader een fonds voor de kinderen opgericht.

## Onderwijs
Het is bekend dat er vanaf de 16e eeuwlange tijd in het dorp onderwijs werd gegeven. De laatste school werd in 1884 geopend maar is in 1933 opgeheven.